# Carles Batlle
Carles Batlle nació en 1963 en Barcelona y es un autor teatral, novelista, ensayista, profesor y traductor que, a lo largo de su carrera, ha sabido compaginar de forma fructífera las facetas de creador y de investigador y teórico teatral. Su trabajo historiográfico sobre Adrián Gual se convirtió en un hito en la comprensión de un momento clave del teatro catalán del siglo XX. Como teórico, ha hecho aportaciones en el teatro catalán y el teatro español sobre las últimas tendencias en la textualidad teatral, muy pendiente de sus manifestaciones tanto en el teatro extranjero como en catalán, y ha investigado extensamente los fenómenos de la rapsodia, el teatro posdramático y el «drama relativo», cuya formulación lo situó en el centro de la polémica. En 1994 se estrenó como autor con Sara i Eleonora, y a partir de ahí desarrolló en paralelo las trayectorias teórica y creativa; su tarea teórica y de investigación siempre ha ido ligada a su producción como autor.
Batlle ha experimentado con las premisas del drama contemporáneo creando piezas fragmentadas y polifónicas, yuxtaponiendo realidad y ficción y explorando el perspectivismo. A lo largo de su trayectoria, Batlle ha trabajado el drama desde la abstracción y la exploración formal hasta su vertiente más arraigada en el presente, con la identidad postmoderna funcionando como hilo conductor. Ha ocupado un lugar destacado en el auge de la autoría catalana de finales del siglo XXI articulado alrededor de la Sala Beckett.

## Trayectoria
Entre sus obras dramáticas destacan Temptació, estrenada el año 2004 en el Teatro Nacional de Cataluña y en el Burgtheater de Viena, también con montajes en Francia, Alemania, Italia o Turquía (la obra ha sido traducida a más de una decena de lenguas); Combat (1995-1998), estrenada y publicada en varios países de Europa y América; Suite (Premio SGAE 1999, también publicada en francés y en italiano); Oasi (2001, Premio José Ametller y Viñas 2002), que obtuvo el premio a la mejor traducción al alemán en el Festival del Stadt Theater de Bremen en 2004; Trànsits (2006-07), estrenada en la Sala Beckett de Barcelona y en el Festival Temporada Alta de Gerona en octubre de 2007 (también ha sido publicada en distintas lenguas), Oblidar Barcelona, que obtuvo el prestigioso Premio Born 2008, Zoom, ganadora del Premio 14 d'abril 2009 y estrenada en Barcelona en la temporada 2011-2012; Nòmades (2018-19, Premio Octubre 2019) y Still Life (Monroe-Lamarr), estrenada en el Teatro Nacional de Cataluña en la temporada 2019-2020 y con la que ganó el Premio Roda de 2018.
Karvadan. La leyenda del impostor, novela publicada en otoño de 2012 en catalán y castellano, es el primer volumen de una trilogía de aventuras ("fantasy") situada en la región pirenaica de la alta Garrocha. La continúan Sota l'ombra del drac de pedra (2014) y De la sang dels blaus (2016).
Ha traducido textos de autores teatrales franceses como Jean-Yves Picq o Joseph Danan, entre otros. También, junto a Yldiray Illeri, ha traducido a la autora turca Yesim Özsoy.
Como ensayista ha escrito, entre otros, Adrià Gual (1891-1902): per un teatre simbolista (Premio Crítica Serra d'Or, 2002) o, recientemente, El drama intempestiu. Per a una escriptura dramàtica “contemporània” (2020).
Ha sido director del Obrador Internacional de Dramaturgia, espacio de experimentación y creación dramatúrgicas de la Sala Beckett de Barcelona, entre los años 2004 y 2009, y director de la revista teatral Pausa durante más de diez años (hasta 2017). También ha sido uno de los patrones del festival New Plays From Europe (Wiesbaden, Alemania). Entre 1998 y 2005 fue miembro del Consejo Asesor del Teatro Nacional de Cataluña del que, entre 2003 y 2004, fue dramaturgo residente. En el año 2004 fue seleccionado para presentar su obra Versuchung en Stückenmarkt de Berlín. Es profesor de dramaturgia y de literatura dramática en el Instituto del Teatro de Barcelona y en la Universidad Autónoma de Barcelona. Actualmente es el director de Servicios Culturales del Instituto del Teatro y director de la revista académica Estudis escènics.
Es socio de la Asociación de Escritores en Lengua Catalana.

## Teatro
- Sara i Eleonora
- Les veus de Iambu
- Combat
- Miss Puta Espiritual 2000
- Suite
- Bizerta 1939
- Oasi
- La pilota i la formiga
- Nits a Basora
- Temptació
- Trànsits
- Oblidar Barcelona
- Zoom
- Efecte Fournier (jocs de cartes)
- Perseu
- Still life (Monroe-Lamarr)
- Teatre reunit. Carles Batlle (1995-2019)
- Nòmades (o El Camell Blau)

## Dramaturgia
- ALMODÓVAR, Pedro: Jo, Patty Diphusa [adaptación dramatúrgica con Mariona Anglada]. Centro Dramático del Vallés, 1993.
- GUIMERÀ, Àngel: La festa del blat [adaptación dramatúrgica]. Centro Dramático de la Generalidad de Cataluña, 1996.
- IGLÉSIAS, Ignasi: La barca nova [adaptación dramatúrgica]. Barcelona: TNC/Proa, 2000. (Obra representada en el TNC, temporada 1999-2000; dir. Joan Castells)
- ÖZSOY GÜLAN, Yeşim: Històries d'Instanbul. A contrapeu. [adaptación dramatúrgica; con el soporte de la traducció de Yldiray Ileri]. (Lectura dramatizada en Quars Teatre, Barcelona, 2015. Dirección de Joan Arqué.) Estrenada en el Teatre Lliure (Espai Lliure) / Festival Grec, durante la temporada 2017-2018.
- RUYRA, Joaquim: Un ram de mar [adaptación dramatúrgica con Pep Paré]. (Obra representada en el TNC, temporada 2004-2005; dir. Joan Castells)
- VIRTANEN, Harry: Nyam-Nyam [adaptación dramatúrgica]. Centro Dramático del Vallés, 1994.

## Novela
- Kàrvadan. La llegenda de l'impostor. Barcelona: La Galera, col. Kimera, 2012.
- Kàrvadan. Sota l'ombra del drac de pedra. Barcelona: La Galera, col. Kimera, 2014.
- Kàrvadan. De la sang dels blaus. Olot: Llibres de Batet, 2016.

## Crítica literaria
- Adrià Gual: mitja vida de modernisme [con Jordi Coca y Isidre Bravo]. Barcelona: Àmbit, 1992.
- Adrià Gual (1891-1902): per a un teatre simbolista. Barcelona: Publicaciones de Abadia de Montserrat / Instituto del Teatro, 2001.
- La representació teatral [coord. Enric Gallén y Francesc Foguet]. Barcelona: UOC, 2003.
- Teoria escènica d'Adrià Gual [eds. Carles Batlle y Enric Gallén]. Barcelona: Punctum/Instituto del Teatro, 2016.
- Teoria escènica d'Adrià Gual [eds. Carles Batlle y Enric Gallén]. Madrid, ADE/Instituto del Teatro, 2016. [eds. Carles Batlle y Enric Gallén]. Madrid, ADE/Instituto del Teatro, 2016.
- El drama intempestivo (Por una escritura dramática "contemporanea"). México, Paso de Gato/ Instituto del Teatro, 2020. (Prólogos de José Sanchis Sinisterra, Davide Carnevali y Gino Luque).
- El drama intempestiu (Per una escriptura dramàtica "contemporània"). Barcelona, Instituto del Teatro / Angle, 2020. (Prólogos de José Sanchis Sinisterra y Davide Carnevali).
- Prólogos y postfacios
- Conversaciones con autores
- Artículos (selección de los más representativos desde 1997)

## Traducciones
- DANAN, Joseph: Roaming monde.
- DILASSER, Marie: Paisatge interior brut.
- LESCOT, David: Matrimoni.
- LESCOT, David: Un home en fallida.
- ÖZSOY, Yeşim: Històries d'Istanbul. A Contrapeu [con el respaldo de la traducción de Yldiray Ileri].
- PICQ, Jean-Ives i WORMS, Jeannine: El cas Gaspard Meyer. Barcelona: RE&MA, col. En Cartell, núm. 4, 2002.
- SONNTAG, Fréderic: George Kaplan.

## Entrevistas
- "Conversazione con Carles Batlle", dins Suite. Firenze: Alinea Editrice, 2004
- Katrin Michaels: Theater der Zeit, 2004
- Carles Batlle im Gespräch mit der Dramaturgin Anna Haas. Tübingen, 2005
- Carles Batlle im Gespräch mit Lilli Nitsche. Leipziger Buchmesse statt. © MERLIN VERLAG, Gifkendorf 2007
- Lilli Nitsche: Merlin Verlag. Fira del llibre de Leipzig, 2007
- Josep M. Miró: Pausa, núm. 27, juliol 2007
- Alba Tor entrevista Carles Batlle a Quimera, 2018

## Artículos
- Artículos más destacados sobre la obra de Carles Batlle.

## Obras públicas online
- "La segmentació del text dramàtic contemporani (un procés per a l'anàlisi i la creació)", dentro de Estudis escènics. Barcelona, Instituto del Teatro, núm.33-34, hivern 2008.
- "Apunts sobre la pulsió rapsòdica en el drama contemporani", postfaci a Jean Pierre Sarrazac (ed.): Léxico del drama moderno y contemporanio. Barcelona, Instituto del Teatro, 2008.
- “Model, partitura i material en l’escriptura dramàtica contemporània: una solució”, dentro de Drama contemporani: renaixença o extinció, París, Université Paris-Sorbonne, Instituto del Teatro, UPF, 2016.
- ”Estudi introductori” con Enric Gallén a Adrià Gual: Teoria escènica, Barcelona, Punctum/ Instituto del Teatro, 2016.
- Introducció a Henrik Ibsen: Casa de nines, Barcelona, Edicions 62, 2011.
- "El còmic: una dramatúrgia mestissa", dentro de Estudis escènics. Barcelona: Instituto del Teatro, núm. 39-40, hivern 2013.